# Rowlands Gill
Rowlands Gill est une localité anglaise située dans le district métropolitain de Gateshead du Tyne and Wear.